# Поховані води
Поховані води (рос. погребенные воды) – поверхневі води і підземні води, поховані в процесі літогенезу на довгий геологічний час під водонепроникними товщами гірських порід. 
Розрізняють:
1. Сингенетичні П.в., утворені одночасно з відкладами, які ці води вміщають.
2. Епігенетичні П.в. – води, які проникли з земної поверхні в раніше сформовані гірські породи.